# Elephantomyia (Elephantomyodes) nigriceps
Elephantomyia (Elephantomyodes) nigriceps is een tweevleugelige uit de familie steltmuggen (Limoniidae). De soort komt voor in het Oriëntaals gebied.